# Mondo Cane (álbum)
Mondo Cane é o décimo álbum do cantor carioca de rock Lulu Santos, lançado em  1992.
Este é um dos álbuns de menor vendagem da carreira do músico, apenas 60 mil cópias, e nunca mais voltou a ser editado. Para compensar, uma década depois Lulu o disponibilizou para download gratuito em seu site oficial. Apesar disso tem um dos maiores sucessos do cantor, "Apenas Mais Uma de Amor". A canção se tornou uma espécie de "hino" entre as pessoas acometidas por amores platônicos, e por mais de vinte anos, ainda é executada muito freqüentemente nos shows do artista.

## Faixas
Todas as músicas escritas por Lulu Santos, exceto "Aquela Vontade de Rir" escrita por Zé Renato e Hamilton Vaz Pereira
1. "Um Vício"
2. "Cicatriz"
3. "Foi Mal"
4. "A Coisa Certa"
5. "Apenas Mais Uma De Amor"
6. "Ecos Do Passado"
7. "Fevereiro"
8. "Máquinas Macias"
9. "Hormônios (Instrumental)"
10. "Aquela Vontade De Rir"
11. "Realimentação"
12. "E Então? (Boa Pergunta)"

## Créditos
Músicos
- Lulu Santos - guitarra de 5 e 12 cordas, violão de 6 cordas ("Um Vício") e violão de 12 cordas ("Apenas Mais Uma de Amor")
- Christiaan Oyens - bateria (1, 3, 4, 6, 7, 8 e 9) e bandolim ("Apenas Mais Uma de Amor")
- Marcelo Costa - bateria (2, 5 e11), pandeiro ("Apenas Mais Uma de Amor") e pandeirola ("E Então?")
- Décio Crispim - baixo (todas menos "Aquela Vontade de Rir" e "E Então?")
- Sacha Amback - teclados (todas menos "Fevereiro")
- Paul de Castro - guitarra em "Cicatriz" e "Foi Mal"
- Milton Guedes - pandeiro (1, 3, 6, 7 e 8), sax ("Cicatriz"), gaita ("A Coisa Certa" e "Apenas Mais Uma de Amor") e vocal (2, 3, 4, 5 e 6)
- Mário Manga - violoncelo em "Aquela Vontade de Rir"

Produção
- Mayrton Bahia - direção artística
- Lulu Santos - produção e direção
- Carlos Dias - assistente de produção
- Márcio Gama - engenheiro de gravação e mixagem
- João Carlos e Marquinhos Vicente - auxiliares de estúdio
- Klebs Cavalcanti e Luiz Mesquita - contra-regras

Capa
- Luiz Stein - capa
- Arthur Fróes - coordenação gráfica
- Marcelo Rosauro - assistente de arte
- Flávio Colker - fotografia
- Robson - assistente de fotografia
- Marcão - produção
- Marcelo (New Marti) - maquiagem
- In-Coelum - treinadora do cachorro

## Desempenho comercial

#### Vendas e certificações
| País                       | Certificação | Vendas  |
| -------------------------- | ------------ | ------- |
| Brasil (Pro-Música Brasil) |              | 40.000+ |